# Марцін Лістковський
Марцін Лістковський (пол. Marcin Listkowski, нар. 10 лютого 1998, Рипін, Польща) — польський футболіст, півзахисник італійського клубу «Лечче» та молодіжної збірної Польщі.

## Ігрова кар'єра

### Клубна
Марцін Лістковський народився у містечку Рипін і там почав займатися футболом у місцевому клубі «Лех». У 2014 році він перейшов до академії клубу «Погонь» з міста Щецин. 31 травня 2015 року Лістковський дебютував у матчах польського чемпіонату. Вже наступного сезону він став постійним гравцем основи. А в день свого вісімнадцятиріччя Марцін підписав професійний контракт з «Погонню».
Сезон 2018–19 Лістковський провів в оренді у клубі «Ракув», де зіграв 25 матчів, відзнаичвшись трьома забитими голами.
У серпні 2020 року Лістковський підписав п'ятирічний контракт з клубом італійської Серії В — «Лечче».

### Збірна
Лістковський активно виступав у складі юнацьких збірних Польщі різних вікових категорій. З 2019 року футболіст є гравцем молодіжної збірної Польщі.